# لوئیزا هارلند
لوئیزا هارلند (انگلیسی: Louisa Harland؛ زادهٔ ۳۱ ژانویهٔ ۱۹۹۳) بازیگر اهل جمهوری ایرلند است. وی از سال ۲۰۱۱ میلادی تاکنون مشغول فعالیت بوده‌است.
از فیلم‌ها یا برنامه‌های تلویزیونی که وی در آن نقش داشته‌است می‌توان به دختران دری اشاره کرد.